# Arménie aux Jeux olympiques d'été de 2016
L'Arménie participe aux Jeux olympiques d'été de 2016 à Rio de Janeiro au Brésil. Il s'agit de sa 6e participation à des Jeux olympiques d'été. 33 athlètes composent sa délégation ce qui constitue un record pour le pays. Le nageur Vahan Mkhitaryan est le porte-drapeau de la délégation.

## Délégation
La délégation est composée des athlètes suivants :
- athlétisme : Levon Aghasyan, Gor Nerkararyan, Gayane Chiloyan, Lilit Harutyunyan, Diana Khubeseryan et Amaliya Sharoyan ;
- boxe : Artur Hovhannisyan, Narek Abgaryan, Aram Avagyan, Hovhannes Bachkov et Vladimir Margaryan ;
- gymnastique artistique : Harutyun Merdinyan, Artur Davtyan et Houry Gebeshian ;
- natation : Vahan Mkhitaryan et Monika Vasilyan ;
- haltérophilie : Andranik Karapetyan, Arakel Mirzoyan, Simon Martirosyan, Ruben Aleksanyan, Gor Minasyan, Nazik Avdalyan et Sona Pogosyan (réserviste : Vanik Avetisyan) ;
- lutte : Garnik Mnatsakanyan, David Safaryan, Georgi Ketoev, Levan Berianidze, Migran Arutyunyan, Arsen Julfalakyan, Maksim Manukyan and Artur Aleksanyan ;
- tir : Hrachik Babayan ;
- judo : Hovhannes Davtyan.

## Médaillés
- Simon Martirosyan obtient une médaille d'argent en haltérophilie hommes -105 kg[4].
- Artur Aleksanyan obtient une médaille d'or en lutte gréco-romaine (98 kg)[5].
- Migran Arutyunyan obtient une médaille d'argent en lutte gréco-romaine 66 kg[6].
- Gor Minasyan obtient une médaille d'argent en haltérophilie hommes +105 kg[7]

## Athlétisme

### Homme

#### Concours
| Athlètes       | Compétitions | Série   | Série | Finale  | Finale  |
| Athlètes       | Compétitions | Temps   | Rang  | Temps   | Rang    |
| -------------- | ------------ | ------- | ----- | ------- | ------- |
| Levon Aghasyan | Triple saut  | 15,54 m | 36e   | Éliminé | Éliminé |

### Femmes

#### Course
| Athlètes          | Compétitions     | Série         | Série | Demi-finales | Demi-finales | Finale    | Finale    |
| Athlètes          | Compétitions     | Temps         | Rang  | Temps        | Rang         | Temps     | Rang      |
| ----------------- | ---------------- | ------------- | ----- | ------------ | ------------ | --------- | --------- |
| Diana Khubeseryan | 200 mètres       | 25 s 16       | 7e    | Éliminées    | Éliminées    | Éliminées | Éliminées |
| Gayane Chiloyan   | 200 mètres       | 25 s 03       | 8e    | Éliminées    | Éliminées    | Éliminées | Éliminées |
| Lilit Harutyunyan | 400 mètres haies | 1 min 03 s 13 | 8e    | Éliminée     | Éliminée     | Éliminée  | Éliminée  |